# Elizabeth Lucy Campbell
Lady Elizabeth Lucy Campbell, contessa di Desart (16 gennaio 1822 – 26 aprile 1898), è stata una nobildonna inglese.

## Biografia
Era la figlia di John Campbell, I conte di Cawdor, e di sua moglie, Lady Elizabeth Thynne.

## Matrimonio
Sposò, il 28 giugno 1842, John Cuffe, III conte di Desart, figlio di John Cuffe, II conte di Desart, e di sua moglie, Catherine O'Connor. Ebbero quattro figli:
- Lady Mary Alice Cuffe (?-19 novembre 1893), sposò John Henniker-Major, V barone di Stratford-upon-Slaney, ebbero undici figli;
- William Cuffe, IV conte di Desart (10 luglio 1845-15 settembre 1898);
- John Cuffe, V conte di Desart (30 agosto 1848-4 novembre 1934);
- Lord Otway Seymour Cuffe (1849-3 gennaio 1912), sposò Elizabeth St. Aubyn, non ebbero figli.

## Morte
Morì il 26 aprile 1898, all'età di 76 anni.

## Ascendenza
|                                    |                                   |                                       | Genitori                                        |  |  | Nonni |  |  | Bisnonni       |  |  | Trisnonni     |  |
|                                    |                                   |                                       |                                                 |  |  |       |  |  | Pryse Campbell |  |  | John Campbell |  |
|                                    |                                   |                                       |                                                 |  |  |       |  |  | Pryse Campbell |  |  | John Campbell |  |
|                                    |                                   | Mary Pryse                            |                                                 |  |  |       |  |  | Pryse Campbell |  |  |               |  |
| John Campbell, I barone Cawdor     |                                   |                                       |                                                 |  |  |       |  |  | Pryse Campbell |  |  |               |  |
|                                    |                                   | Sarah Bacon                           | Edmund Bacon, VI baronetto                      |  |  |       |  |  |                |  |  |               |  |
|                                    |                                   | Sarah Bacon                           | Edmund Bacon, VI baronetto                      |  |  |       |  |  |                |  |  |               |  |
|                                    |                                   | Sarah Bacon                           | Mary Kemp                                       |  |  |       |  |  |                |  |  |               |  |
| John Campbell, I conte Cawdor      |                                   | Sarah Bacon                           |                                                 |  |  |       |  |  |                |  |  |               |  |
|                                    |                                   | Frederick Howard, V conte di Carlisle | Henry Howard, IV conte di Carlisle              |  |  |       |  |  |                |  |  |               |  |
|                                    |                                   | Frederick Howard, V conte di Carlisle | Henry Howard, IV conte di Carlisle              |  |  |       |  |  |                |  |  |               |  |
|                                    |                                   | Frederick Howard, V conte di Carlisle | Isabella Byron                                  |  |  |       |  |  |                |  |  |               |  |
| Isabella Caroline Howard           |                                   | Frederick Howard, V conte di Carlisle |                                                 |  |  |       |  |  |                |  |  |               |  |
|                                    |                                   | Margaret Leveson-Gower                | Granville Leveson-Gower, I marchese di Stafford |  |  |       |  |  |                |  |  |               |  |
|                                    |                                   | Margaret Leveson-Gower                | Granville Leveson-Gower, I marchese di Stafford |  |  |       |  |  |                |  |  |               |  |
|                                    |                                   | Margaret Leveson-Gower                | Louisa Egerton                                  |  |  |       |  |  |                |  |  |               |  |
| Elizabeth Lucy Campbell            |                                   | Margaret Leveson-Gower                |                                                 |  |  |       |  |  |                |  |  |               |  |
|                                    | Thomas Thynne, I marchese di Bath | Thomas Thynne, II visconte Weymouth   |                                                 |  |  |       |  |  |                |  |  |               |  |
|                                    | Thomas Thynne, I marchese di Bath | Thomas Thynne, II visconte Weymouth   |                                                 |  |  |       |  |  |                |  |  |               |  |
|                                    | Thomas Thynne, I marchese di Bath | Louisa Carteret                       |                                                 |  |  |       |  |  |                |  |  |               |  |
| Thomas Thynne, II marchese di Bath | Thomas Thynne, I marchese di Bath |                                       |                                                 |  |  |       |  |  |                |  |  |               |  |
|                                    |                                   | Elizabeth Bentinck                    | William Bentinck, II duca di Portland           |  |  |       |  |  |                |  |  |               |  |
|                                    |                                   | Elizabeth Bentinck                    | William Bentinck, II duca di Portland           |  |  |       |  |  |                |  |  |               |  |
|                                    |                                   | Elizabeth Bentinck                    | Margaret Harley                                 |  |  |       |  |  |                |  |  |               |  |
| Elizabeth Thynne                   |                                   | Elizabeth Bentinck                    |                                                 |  |  |       |  |  |                |  |  |               |  |
|                                    |                                   | George Byng, IV visconte Torrington   | George Byng, III visconte Torrington            |  |  |       |  |  |                |  |  |               |  |
|                                    |                                   | George Byng, IV visconte Torrington   | George Byng, III visconte Torrington            |  |  |       |  |  |                |  |  |               |  |
|                                    |                                   | George Byng, IV visconte Torrington   | Elizabeth Daniel                                |  |  |       |  |  |                |  |  |               |  |
| Isabella Elizabeth Byng            |                                   | George Byng, IV visconte Torrington   |                                                 |  |  |       |  |  |                |  |  |               |  |
|                                    |                                   | Lucy Boyle                            | John Boyle, V conte di Cork                     |  |  |       |  |  |                |  |  |               |  |
|                                    |                                   | Lucy Boyle                            | John Boyle, V conte di Cork                     |  |  |       |  |  |                |  |  |               |  |
|                                    |                                   | Lucy Boyle                            | Margaret Hamilton                               |  |  |       |  |  |                |  |  |               |  |
|                                    |                                   | Lucy Boyle                            |                                                 |  |  |       |  |  |                |  |  |               |  |